# Hildegard Joos
Hildegard Joos (* 7. Mai 1909 in Sieghartskirchen, Niederösterreich; † 17. Januar 2005 in Wien) war eine österreichische Malerin und eine bedeutende Vertreterin der abstrakten Malerei und des Konstruktivismus.

## Leben
Hildegard Joos verbrachte ihre Kindheit in Niederösterreich. Nach dem Zweiten Weltkrieg studierte sie an der Akademie der bildenden Künste in Wien.
Im Jahre 1958 wurde ihr als erster Frau eine Einzelausstellung der Wiener Secession gewidmet, der sie bereits ab 1954 als Mitglied angehörte. Von 1959 bis heute unterhielt sie ein Atelier zusammen mit ihrem Mann Harold Joos in Paris. Sie wurde vom Pariser Salon des Réalités Nouvelles geprägt, seit sie 1972 dort Mitglied wurde.
Joos wurde als „Grande Dame“ der abstrakten Malerei in Österreich bezeichnet. Schachbrett- und Rasterbilder waren wichtiger Bestandteil ihres künstlerischen Schaffens. Ihre ersten Arbeiten hingegen waren figürlich, farbig und expressiv.
Anfänglich signierte das Künstlerpaar seine Gemeinschaftsarbeiten mit „Hildegard Joos“, ab 1980 mit „H+H Joos“.
Hildegard Joos wurde 95 Jahre alt.
2014 veranstaltete der Wiener Galerist und Kunsthändler Martin Suppan mit über 140 Werken eine Retrospektive der verstorbenen Künstlerin Hildegard Joos im Künstlerhaus Wien.

## Einzelausstellungen (Auswahl)
- 1958                   Erste Personalausstellung in der Wiener Secession
- 1960                   Wiener Konzerthaus
- 1961                   Junge Generation Wien
- 1962                   Hildegard Joos, Hauptraum der Wiener Secession
- 1964                   Hildegard Joos, Hauptraum der Wiener Secession
- 1965                   Galerie Jeunes, Paris
- 1966                   Hildegard  Joos Oeuvres récentes. Peintures-Gouaches, Amsterdam, Prinzengracht, Anne Frank Stichting
- 1967                   Hildegard Joos, Ölbilder, Galerie der Wiener Secession
- 1968                   Palazzo Artelli, Triest
- 1969                   Brücke, Bielefeld
- 1971                   C. R. D. P Orleans, Frankreich
- 1972                   Galerie Stubenbastei Wien
- 1975                   Galerie Grohmann München
- 1978                   Galerie Modern Art Wien
- 1980                   Hildegard Joos, Malerei und Graphik 1959–1979, Hauptraum der Secession Wien
- 1984                   Hildegard & Harold Joos, Museum Moderner Kunst Wien
- 1984                   Monochrome Bilder der 60er Jahre, Schloss Buchberg am Kamp, NÖ
- 1989                   Hildegard & Harold Joos, Narrative Geometrismen, Museum moderner Kunst Linz
- 1994                   H + H Joos, Narrative Geometrismen, Raumnarrative Bilder und Colour Field 1990–1993, NÖ Landesmuseum
- 1996                   H + H Joos, Serie  Rot-Blau, Internationales Kulturzentrum Egon Schiele, Krumau
- 1997                   H + H Joos, Von den Anfängen bis heute, Österreichische Galerie Belvedere
- 2005                   „In Memorian Hildegard Joos“ Österreichische Galerie Belvedere
- 2014                   Hildegard Joos Retrospektive im Künstlerhaus Wien, Suppan Fine Arts
- 2015                   H+H Joos, abstrakt • konstruktiv • narrativ, ɑrbeiten auf papier 1952 and 2000, Suppan Fine Arts
- 2017                   H+H Joos, works on paper, Suppan Fine Arts

## Öffentliche Sammlungen (Auswahl)
- Galerie Belvedere, Wien
- Niederösterreichisches Landesmuseum, St. Pölten
- MUMOK, Wien
- Albertina Museum, Wien
- Lentos Museum, Linz
- Museum Liaunig, Neuhaus
- Artothek des Bundes, Wien
- NÖ Landesmuseum, St. Pölten

## Auszeichnungen
- 1987: Preis der Stadt Wien für Bildende Kunst
- 1990: Würdigungspreis des Landes Niederösterreich